# Duke Lacroix
Markhus Lacroix, detto Duke (New Egypt, 4 ottobre 1993), è un calciatore statunitense con cittadinanza haitiana, difensore del Colorado Springs Switchbacks e della nazionale haitiana.

## Carriera

### Club
Nato a New Egypt, nel New Jersey, da discendenze haitiane, inizia a giocare a calcio nell'Ocean City Nor'easters, nella città di Ocean City.
Nel 2015 viene acquistato dall'Indy Eleven, squadra militante in USL Championship, la seconda lega statunitense.
Nel 2023 passa ai Colorado Springs. Il 24 novembre 2024 rinnova il proprio contratto con la squadra.

### Nazionale
Grazie alle sue discendenze, viene convocato dalla nazionale haitiana nel giugno 2023 per un'amichevole contro Saint Kitts e Nevis, in cui fa il suo esordio.
Il 9 giugno 2024, nella gara di qualificazione ai mondiale 2026 vinta 1-3 contro le Barbados, segna la sua prima rete in nazionale.

## Statistiche

### Cronologia presenze e reti in nazionale
| Cronologia completa delle presenze e delle reti in nazionale ― Haiti | Cronologia completa delle presenze e delle reti in nazionale ― Haiti | Cronologia completa delle presenze e delle reti in nazionale ― Haiti | Cronologia completa delle presenze e delle reti in nazionale ― Haiti | Cronologia completa delle presenze e delle reti in nazionale ― Haiti | Cronologia completa delle presenze e delle reti in nazionale ― Haiti | Cronologia completa delle presenze e delle reti in nazionale ― Haiti | Cronologia completa delle presenze e delle reti in nazionale ― Haiti |
| Data                                                                 | Città                                                                | In casa                                                              | Risultato                                                            | Ospiti                                                               | Competizione                                                         | Reti                                                                 | Note                                                                 |
| -------------------------------------------------------------------- | -------------------------------------------------------------------- | -------------------------------------------------------------------- | -------------------------------------------------------------------- | -------------------------------------------------------------------- | -------------------------------------------------------------------- | -------------------------------------------------------------------- | -------------------------------------------------------------------- |
| 13-6-2023                                                            | West Palm Beach                                                      | Haiti                                                                | 3 – 1                                                                | Saint Kitts e Nevis                                                  | Amichevole                                                           | -                                                                    |                                                                      |
| 6-6-2024                                                             | Bridgetown                                                           | Haiti                                                                | 2 – 1                                                                | Saint Lucia                                                          | Qual. Mondiali 2026                                                  | -                                                                    |                                                                      |
| 9-6-2024                                                             | Bridgetown                                                           | Barbados                                                             | 1 – 3                                                                | Haiti                                                                | Qual. Mondiali 2026                                                  | 1                                                                    |                                                                      |
| 6-9-2024                                                             | Mayagüez                                                             | Porto Rico                                                           | 1 – 4                                                                | Haiti                                                                | CONCACAF Nations League 2024-2025 - 1º turno                         | -                                                                    |                                                                      |
| 14-10-2024                                                           | Oranjestad                                                           | Aruba                                                                | 3 – 5                                                                | Haiti                                                                | CONCACAF Nations League 2024-2025 - 1º turno                         | -                                                                    |                                                                      |
| 15-11-2024                                                           | Mayagüez                                                             | Sint Maarten                                                         | 0 – 8                                                                | Haiti                                                                | CONCACAF Nations League 2024-2025 - 1º turno                         | 1                                                                    |                                                                      |
| 22-3-2025                                                            | Baku                                                                 | Azerbaigian                                                          | 0 – 3                                                                | Haiti                                                                | Amichevole                                                           | -                                                                    | 41’                                                                  |
| 10-6-2025                                                            | Oranjestad                                                           | Haiti                                                                | 1 – 5                                                                | Curaçao                                                              | Qual. Mondiali 2026                                                  | -                                                                    |                                                                      |
| Totale                                                               |                                                                      | Presenze                                                             | 8                                                                    |                                                                      | Reti                                                                 | 2                                                                    |                                                                      |